# Alan Ford
Alan Ford è un personaggio immaginario protagonista dell'omonima serie a fumetti ideata da Max Bunker e dal disegnatore Magnus, distribuita per la prima volta nel 1969, edita dall'Editoriale Corno e incentrata sulle avventure a sfondo spionistico/umoristico, con tratti grotteschi e di denuncia sociale, di un gruppo di agenti segreti noto come "Gruppo T.N.T.". Dopo un inizio non esaltante, la serie raggiunse un considerevole successo di pubblico e di critica, arrivando a oltre cinquant'anni di vita editoriale con oltre 600 numeri pubblicati. La novità della serie stava nel proporre un fumetto umoristico con elementi satirici e grotteschi nel quale vari sottogeneri come lo spionistico, l'horror e la denuncia sociale trovavano spazio fondendosi fra loro, in un periodo nel quale il fumetto si caratterizzava invece per l'appartenenza a uno specifico genere senza contaminazioni. Alan Ford, che dà il nome alla serie, inizialmente ne era l'unico protagonista, ma poi l'attenzione si estese all'intero gruppo di personaggi. Magnus e Bunker sono raffigurati in maniera caricaturale, rispettivamente nei personaggi di Bob Rock e Cariatide.

## Storia editoriale
Il successo dei fumetti neri degli anni sessanta aveva attirato un'ondata moralizzatrice che indusse gli editori a porre dei limiti alla creatività di sceneggiatori e disegnatori determinando la crisi di un genere che traeva il proprio successo anche dalla gratuita esibizione della violenza. In questo contesto Max Bunker decise di creare qualcosa di completamente diverso da Kriminal e Satanik, i suoi precedenti lavori. In quel periodo James Bond e i film di spionaggio erano particolarmente famosi e questo aveva già portato Bunker a realizzare una serie spionistica, Dennis Cobb - Agente SS018. L'idea alla base del nuovo progetto fu quella di creare una serie umoristica/grottesca che ne parodiasse il genere. Questa connotazione grottesca, sarcastica e caricaturale era già presente in una precedente opera del 1968 di Bunker e Magnus, Maxmagnus, pubblicata sulla rivista Eureka e, inoltre, un primo esperimento di storia con aspetti comici e grotteschi sempre realizzata dai due autori si trova in una storia di Kriminal dell'aprile 1967 (Festa Happening, n.93) nel quale la trama si sviluppa lungo linee diverse da quelle canoniche del genere nero e facendo diventare predominante l'aspetto satirico e assurdo.
La serie esordisce nel maggio del 1969 edita dall'Editoriale Corno nel formato tascabile tradizionalmente utilizzato per i fumetti neri con tavole basate su due grandi vignette per ogni pagina. I disegni dei primi 75 numeri vennero realizzati da Magnus fino a quando interruppe la sua collaborazione con l'editore e venne sostituito da altri disegnatori come Piffarerio, Della Monica, Piccininno, Perucca; le prime dieci copertine vennero realizzate a tempera da Luigi Corteggi e poi da Magnus, fino al 1975. Nel 1982 la testata passa alla "Max Bunker Press", casa editrice di proprietà dallo stesso Luciano Secchi, che ne continuò la pubblicazione fino al dicembre 2012. Nel 2013 la casa editrice "1000 volte meglio - Publishing" ha rilevato la testata per continuarne la pubblicazione che ha raggiunto i cinquanta anni di presenza regolare in edicola con oltre 600 numeri pubblicati. Tutti i numeri finora pubblicati sono stati scritti esclusivamente da Max Bunker.
Luciano Secchi ha affermato che la serie chiuderà i battenti nel 2024 con la pubblicazione del numero 660, ma la notizia è stata dallo stesso smentita in un redazionale.
Oltre alla serie regolare sono stati pubblicati degli albi fuori serie noti come Alan Ford Special. Sono stati pubblicati 34 numeri divisi in due serie edite fra il 1991 il 1999. Questa serie di numeri speciali presenta perlopiù rivisitazioni di classici della letteratura nei quali i componenti del Gruppo TNT agli ordini dell’impresario mettono in scena a teatro opere come l'Otello, Frankenstein, i Promessi sposi o il Conte di Montecristo.
La serie è stata parzialmente ristampata più volte in diversi formati; la prima volta nel 1973 nella collana di ristampe intitolata "Gruppo T.N.T. Alan Ford" seguita negli anni da altre serie di ristampe di durata più o meno lunga:
- Gruppo T.N.T. Alan Ford: (1973 - 1985, 146 albi), ristampa dei singoli albi con il medesimo formato, ma differente copertina (riproduce, a colori, una vignetta della storia).[24]
- Alan Ford Colore: (1979 - 1980, 15 albi), ristampa a colori in formato rivista (con vignette rimontate) delle prime 15 storie.[25][26]
- Super Alan Ford Colore: (1983 - 2001, 102 numeri), ristampa di tre episodi per numero.[27]
- Super ALAN FORD Serie Bianca: (1985 - 2001, 94 numeri), ripropone a distanza di due anni l’intera serie Super Alan Ford Colore ricopertinata.[27]
- Collana Gruppo T.N.T. Alan Ford Serie Ventennale: (1988 - 1995, 134 albi), ristampa semi-anastatica.[28]
- Alan Ford Classic: (1994, 7 albi), ristampa in formato rivista con vignette rimontate delle prime 7 storie in occasione del venticinquennale.[29]
- Alan Ford T.N.T. Gold: (1996 - 2018, 264 numeri), ristampa quasi anastatica che cambia nome dal n. 253 diventando Alan Ford T.N.T. Gold - Collector’s Limited Edition fino all'ultimo numero.[30]
- Le storie del numero Uno (1983 - 2000, 12 albi in due serie distinte): riproposizione dei racconti del Numero Uno apparsi sulla serie regolare, rimontati e raccolti in volumi di formato vario.
- Alan Ford Random Collection (2019-2020): riproposizione di storie successive al n. 300 non ancora ristampate, come spiegato da Bunker nella prefazione del n. 1. La selezione, come suggerisce il titolo, è in ordine sparso e non cronologica.[31] Chiude col n. 15 nel giugno 2020.
- Alan Ford Presenta: SUPERCIUK (2021): riproposizione in ordine cronologico delle prime avventure di Alan Ford in cui appare Superciuk. Chiude con il terzo numero a causa della scarsità delle vendite[senza fonte].[32]
- Alan Ford Anastatica (2024-in corso): ristampa anastatica dei primi 200 numeri.

### Esordio e periodo Magnus (1969-1975)
L'esordio in edicola nel maggio del 1969 non diede i risultati sperati ma l'editore decise di dare fiducia al progetto e, verso il decimo numero, si ebbero i primi segnali di ripresa con un incremento delle vendite lento ma costante che portò al pareggio con il n. 15. Il successo vero e proprio arrivò un anno dopo con il n. 26 nel quale esordì il personaggio di Superciuk che segnò un deciso incremento di copie vendute tale da portare la testata tra i fumetti più conosciuti del periodo e diventando un piccolo fenomeno editoriale e di costume nell'Italia dei primi anni settanta. Lo stentato successo iniziale fu probabilmente dovuto allo sconcerto dei lettori di fronte a un prodotto molto innovativo, dove partendo da una parodia a sfondo spionistico con tratti grotteschi e di denuncia sociale, ogni valore tradizionale veniva stravolto con una forza dissacratoria decisamente superiore a quella di opere precedenti comunque innovative e dissacratorie come Kriminal e Satanik. I primi 75 numeri della serie furono disegnati da Magnus al quale il progetto era stato affidato per garantire una qualità elevata alla serie; egli riuscì a stabilire un perfetto sodalizio artistico con Bunker dando un contributo non solo grafico ma partecipando attivamente con idee proprie alle sceneggiature e alla creazione delle gag e, sebbene i testi fossero scritti da Bunker, Magnus vi contribuiva con le proprie idee, discutendo con lui le soluzioni migliori da mettere in scena dopo che gli era stata consegnata la sceneggiatura dell'episodio. Dopo i primi 16 numeri Magnus fu coadiuvato alle chine da altri disegnatori come Giovanni Romanini, Paolo Chiarini e in seguito anche da Luigi Corteggi e dallo stesso Paolo Piffarerio che prenderà il suo posto dopo il suo abbandono nel 1975. Il numero 75 del settembre 1975 pone fine al periodo di Magnus e per molta critica di settore con questo albo si chiude il periodo d'oro della serie. Magnus tornerà solo eccezionalmente in occasione del n. 200, undici anni dopo. Magnus voleva seguire un percorso artistico diverso, dedicandosi ad altri progetti senza i vincoli della serialità commerciale tipica invece di una testata come Alan Ford, per evitare il rischio di una stanca e monotona ripetizione degli stessi schemi narrativi.

### Periodo Piffarerio (1975-1984)
(ubcfumetti.com; "Cinquecento di questi Alan!")
Dopo l'abbandono di Magnus arrivarono altri disegnatori come Paolo Piffarerio, Giovanni Romanini e Paolo Chiarini i quali caratterizzarono la propria opera ispirandosi allo stile di Magnus, cercando con esiti diversi di ricrearne le atmosfere riproponendo lo stile di Magnus e avvicinandovisi il più possibile, a differenza di altre serie del fumetto italiano dove ciascun autore dava una propria interpretazione grafica del personaggio. Magnus venne sostituito inizialmente da Piffarerio che aveva già lavorato alla serie come inchiostratore e rimarrà il disegnatore principale della serie fino al n. 176, del febbraio 1984. Piffarerio, sostituendo Magnus, riuscì a conservarne lo spirito rispettando il proprio stile. Le storie si caratterizzarono per un riferimento molto più evidente all'attualità con riferimenti alle vicende, ai personaggi e ai fenomeni di costume dell'Italia del periodo (ad esempio gli episodi Loggia P38 e Losche trame sono ispirate alle vicende della loggia P2 mentre Portubell e Rischia o Trapassa sono la parodia delle popolari trasmissione televisive Portobello e Lascia o raddoppia?). Nel 1984 anche Piffarerio decise di dedicarsi ad altri progetti e per due anni si avvicendarono altri disegnatori. Piffarerio tornò a disegnare saltuariamente numeri speciali con parodie di classici della letteratura rivisitate dai personaggi della serie quali Il canto di Natale da Canto di Natale di Charles Dickens, Lo strano caso del dottor Jeckyll da Lo strano caso del dottor Jekyll e del signor Hyde di Robert Louis Stevenson e Frankenstein, il mostro da Frankenstein di Mary Shelley. Nel 1983, con il n. 163, avvenne il passaggio della testata dall'Editoriale Corno (che poi fallì nel 1984) alla Max Bunker Press di proprietà dello stesso Luciano Secchi.

### Periodo 1984-1986 e periodo Perucca
Già qualche tempo prima dell'abbandono di Piffarerio collaborarono alla serie vari disegnatori, come i già menzionati Romanini e Chiarini, e i giovani Giuliano Piccininno (fino al n. 210, Vendetta a scacchi del 1986) e Raffaele Della Monica (fino al 1985); nel 1986 fu la volta di un nuovo disegnatore che con il tempo divenne il principale disegnatore della serie, Dario Perucca, il quale, con uno stile ispirato a quello di Magnus, esordì con il n. 202 (Il trio della mutua) nell'aprile 1986 e si alternò saltuariamente con altri artisti, inizialmente Enrico Folli, Marco Nizzoli, Gianni Tacconella e Warco.
Fino agli anni 2000, fatta salva la marginalizzazione di alcuni personaggi e l’eliminazione della folta schiera di animali, non si hanno grossi cambiamenti nel canovaccio di base della serie.
Era stato annunciato che la serie avrebbe chiuso a maggio 2024 con il numero 660, ma successivamente  la notizia è stata smentita dallo stesso Luciano Secchi, pur senza dovizia di particolari.

### Edizioni straniere
La serie all'estero non ha avuto grossi successi e le versioni francesi, danesi e brasiliane ebbero vita breve. Diversamente in Jugoslavia e nelle repubbliche che le sono succedute la traduzione della serie, iniziata nel 1970 nella traduzione in croato di Nenad Brixy, è tuttora uno dei fumetti più letti e famosi. Questo ha fatto sì che numerosi siano nella cultura jugoslava i riferimenti alla serie, considerata di culto e nel complesso più popolare qui che nella stessa Italia.
- Nel film di Emir Kusturica Gatto nero, gatto bianco, un personaggio legge Alan Ford lungo tutto il film. Inoltre, la maggior parte degli improvvisati mezzi di trasporto usati da un altro personaggio del film sono direttamente ispirati alle strampalate invenzioni di Grunf. Anche nel successivo film Promettilo! diversi personaggi sembrano tratti dai fumetti di Alan Ford.
- I Prljavo Kazalište, un gruppo rock croato ha preso il nome da una frase tradotta in serbo-croato tratta dal numero 99 di Alan Ford intitolato Broadway.
- I Superhiks, rock band macedone, prendono il loro nome dalla traduzione di "Superciuk".
- Nella canzone Za tebe del gruppo punk croato KUD Idijoti, uno dei versi del brano recita: "Kad srce radi bim-bam-bam-bam" che è la versione tradotta del titolo del numero 32 di Alan Ford, Quando il  q  cuore fa bi-bim ba-bam.
- Il sito internet del Dipartimento di Elettronica dell'Università di Belgrado si chiama "tnt.etf.rs" in onore al Gruppo TNT.
- Numerosi locali pubblici (pizzerie, bar, ecc.) inoltre sono intitolati ad Alan Ford o al Gruppo TNT. Il più conosciuto negozio di fumetti a Belgrado è la libreria Alan Ford, mentre la fumetteria di Skopje Bunker omaggia nel suo nome l'autore del fumetto, ripreso anche nella denominazione della connessa casa editrice (Bunker Qvadrat). Sempre nella capitale della Macedonia del Nord si trova poi un murale dedicato ad alcuni iconici personaggi dei fumetti che riprende Bob Rock in una sua classica posa.[50]
- La serie è stata tradotta in serbo-croato (con diverse edizioni e viene pubblicata tuttora), in sloveno (una prima serie nel 1993 e una attualmente in pubblicazione) e in macedone.
- Nel 2019 in occasione del cinquantenario del fumetto, la Galleria Nazionale di Lubiana ha ospitato una mostra di tavole originali, la più grande finora mai realizzata,[51] da cui è stato tratto un catalogo.[52] La stessa mostra è stata ospitata a partire dal dicembre 2020 presso il Museo della Jugoslavia di Belgrado. Sempre nella capitale serba, nel 2019, è stata allestita una mostra presso la Biblioteca della Casa della Cultura “La città degli Studenti”, e realizzato un concerto omaggio di Sloba Dragović dal titolo “Spy story”. Nell’ottobre 2020 il Consolato Generale d'Italia a Fiume in collaborazione con WOW Spazio Fumetto, il museo del fumetto di Milano ha organizzato una mostra dedicata a questo fumetto.[53]
- Il 20 ottobre 2020, l’Ambasciata d’Italia a Skopje, assieme al Dipartimento di filologia italiana dell’Università Santi Cirillo e Metodio, ha organizzato il seminario online della Professoressa Ljiljana Uzunović sul tema “Il fumetto e la libertà: il fenomeno di Alan Ford nella ex Jugoslavia”. In occasione del concorso per la Giornata del Fumetto italiano (Italian Comics Day) organizzato dall’Ambasciata d’Italia e dall’Istituto Dante Alighieri di Skopje nell'ottobre 2022, molti dei bozzetti presentati – compreso quello risultato vincitore – erano dedicati a Alan Ford.[54]

## Trama
(Franco Fossati in I fumetti in 100 personaggi, 1977, Longanesi & Co.)
Inizialmente Alan Ford è l'unico protagonista ma col tempo anche gli altri comprimari come il Conte Oliver e Bob Rock acquisiscono spessore e importanza tali da rendere proprio il gruppo nel suo insieme il vero protagonista della serie, con i vari membri che di volta in volta sono più o meno al centro delle vicende narrate. Il canovaccio è quello della missione impossibile rocambolescamente portata a termine grazie al contributo più o meno determinante dei diversi membri del Gruppo TNT, sullo sfondo di situazioni o circostanze più o meno attuali o verosimili. Il gruppo di agenti segreti ha sede in un negozio di fiori a New York che funge da copertura. Il loro capo è un uomo vecchissimo su una sedia a rotelle chiamato il Numero Uno. Tutti i membri del gruppo sono costantemente in ristrettezze economiche, non riuscendo quasi mai a ricavare un ritorno economico nonostante il buon esito delle missioni. Oltre ad Alan Ford e al Numero Uno, il gruppo è formato dal Conte Oliver, Grunf, Bob Rock, Geremia e la Cariatide, quest'ultimo braccio destro del Numero Uno, ma col tempo il gruppo si è modificato con dipartite e arrivi di nuovi membri. La serie partendo da ambientazioni tipiche dei film di spionaggio si sposta sempre più verso ambientazioni urbane e minimaliste in cui la trama è un pretesto per mostrarci la vita degli agenti segreti in lotta con problemi di sopravvivenza quotidiana. Sia la borghesia e i capitalisti che il popolo e i proletari vengono mostrati coi loro difetti in un contesto morale fortemente degradato. Anche Kriminal e Satanik avevano una morale negativa ma in Alan Ford c'è una forte componente ironica che offre al lettore un'occasione per riflettere sul mondo con occhio critico e disincantato.

### La saga della morte del Numero Uno (1984-1986)
Nel n. 184 della serie, Il Numero Uno è morto! (ottobre 1984), ha inizio una lunga saga che si protrarrà fino al n. 200 dal titolo Hic Hic Hurrà (febbraio 1986). In essa l'anziano capo del Gruppo TNT viene apparentemente ucciso da un killer senza nome, e nel proseguimento delle storie i lettori assisteranno agli sforzi dei membri del gruppo per scoprire l'identità dell'assassino e di svelare i folti misteri che lo circondano. Alla fine si verrà a sapere che in realtà ad essere ucciso era stato un semplice attore scritturato per impersonare Sua Eccellenza il Numero Uno, e che il complotto era stato ordito dal Grande Cesare.

### La saga dei Mangia
Nel n. 235 della serie, Il prigioniero della torre (gennaio 1989) incomincia la seconda saga, connessa alla precedente: si scopre che il Grande Cesare che aveva complottato contro il Numero Uno in realtà era un impostore, e che il vero Grande Cesare era stato rapito e imprigionato dalla setta dei Mangia, una specie di Spectre i cui capi erano personaggi in vista dei cinque Stati vincitori della seconda guerra mondiale (Stati Uniti, Francia, Unione Sovietica, Cina, Regno Unito). Il Gruppo TNT è impegnato in una lunga lotta (fino al n. 249, Stretta finale del marzo 1990) che si concluderà con l'eliminazione di quattro dei cinque capi, l'ultimo essendo il Generale War. Durante la lotta contro i Mangia la base del Gruppo TNT si sposterà in Brasile, dove il Grande Cesare, liberato, tradirà questa volta per davvero i suoi compagni per gelosia di una giovane brasiliana, Pochita, della quale era innamorato e che ebbe una relazione con il Numero Uno. Durante questa saga Bob Rock verrà rapito dalla mafia e riuscirà a liberarsi soltanto nel n. 262 (aprile 1991).

### La svolta dell'incidente (2005)
Dopo decenni di immobilismo nel 2005 nella trilogia raccontata nei numeri dal 427 al 429 tutti i componenti del Gruppo TNT scompaiono in missione tranne Alan e il pappagallo Clodoveo. Alan è quindi ora l'unico protagonista della serie e con la fidanzata Minuette si dedica alla gestione di un'agenzia con l'aiuto di Clodoveo. Successivamente si scoprirà che gli altri membri non sono realmente morti e ciascuno di loro si è ricreato una propria vita interagendo saltuariamente con le vicende che verranno da questo momento in poi raccontate nella serie.

### I numeri 500 e 1000
Nel n. 500 e nello speciale n. 1000 (i quali erano comunque già stati pubblicati in anteprima come albi speciali fuori serie) Alan e Minuette il giorno delle nozze vengono spediti nello spazio alla volta di Marte da Mister Fitzgerald, loro nemico storico. Si scopre che si salveranno e potranno tornare sulla Terra dove daranno origine a una lunga linea ereditaria.

## Personaggi

### Alan Ford
Alan Ford è un ragazzo biondo e di aspetto alto e magro che Magnus caratterizzò sulle fattezze dell'attore Peter O'Toole. Inizialmente avrebbe dovuto indossare una giacca a righe su una camicia bianca con farfallino ma poi si preferì un maglione a collo alto e dei pantaloni scuri. Ha passato la sua infanzia in un orfanotrofio e inizialmente è un grafico pubblicitario squattrinato, ingenuo, imbranato con le donne. Una serie di equivoci lo porta a essere scambiato per una recluta inviata come rimpiazzo per un gruppo governativo segreto chiamato Gruppo TNT, una squadra di agenti segreti dalle personalità in linea con lo humor grottesco della serie e alla quale finirà per aderire per davvero in pianta stabile. Alan Ford nonostante il bell'aspetto è comunque più caricatura che eroe e la sua timidezza patologica lo rende un insicuro cronico e l'eventuale successo di una sua missione è dovuto più alla fortuna che al proprio coraggio o alle proprie capacità comunque alquanto scarse ma nonostante questo è comunque uno dei membri più validi del gruppo e di conseguenza sempre in prima linea nello svolgimento delle missioni.
In seguito ad un grave incidente il Gruppo TNT si sfascia ed Alan, ormai non più timido e imbranato (e senza più il suo classico abbigliamento nero) diventa sempre più personaggio chiave, al fianco di Minuette, una giovane e splendida donna di origini francesi, orfana come Alan, esperta in arti marziali e nella magia bianca, cresciuta in una casa di correzione gestita dalla maga Yvonne Leclerc a causa dei suoi precedenti per rapina ed ex moglie di un illusionista, Jean Macon, da cui ha preso il cognome. Per stare con Alan, lei sceglie di divorziare dal geloso marito e ottiene il permesso di soggiorno negli States nonché la possibilità di collaborare con l'FBI. Insieme, Alan e Minuette gestiscono un'agenzia investigativa che ha sede proprio nell'allora sgangherato negozio di fiori dove sorgeva il vecchio gruppo TNT, aiutati da Clodoveo, il pappagallo del Numero Uno. Minuette si legherà sentimentalmente e professionalmente al giovane Alan, che sposerà nel n. 500.

### Comprimari
Componenti del gruppo di agenti segreti:
- La Cariatide (vero nome Gervasius De Statuis): comandante in seconda inizialmente molto attivo ma poi invecchiato e imbolsito; La Cariatide, inizialmente, era il vero capo del gruppo TNT. Da quando Il Numero Uno diventa capo supremo, lui ha saltuariamente cercato di rivendicare un proprio spazio, per non sfigurare di fronte agli uomini. Ma la propria indolenza lo ha portato a partecipare in modo sempre più marginale all'azione ed a dedicarsi all'ozio ed al sonno, insieme al suo fidato amico Geremia, oltre ad occuparsi della sua cavietta Squitty, che tiene sempre nella sua sciarpa. In tutti gli albi, infatti, non ha molte battute, come nella serie SuperGulp!, sempre addormentato. Ha cinquantadue anni portati maluccio, ed è corpulento nonostante l'alimentazione carente. Ha condotto per anni la modesta attività del negozio Flowers, scalcinato ma funzionale paravento della sede segreta del Gruppo. Attualmente gestisce una pizzeria, insieme a Geremia. Si sa che è vedovo di una certa Ortensia, morta in un incidente domestico: il santino della moglie defunta è stato raramente accudito da Gervasius. In assenza del Numero Uno, è lui a dare gli ordini. Litiga spesso con Bob Rock. In un'intervista del Sette, Max Bunker dice che il personaggio fu ispirato ad un amico del nonno.
- Numero Uno: è un vecchio paralitico che inizialmente venne presentato come rimbambito ma che si rivela una mente cinica e opportunista capace di approfittare delle situazioni sfruttando l'operato dei membri del gruppo. Non ha una età precisa e si sa solo che è vecchissimo millantando conoscenze dirette con personaggi storici di centinaia di anni addietro. Di certo conosce vita, morte e miracoli di chiunque scrupolosamente annotato in un libriccino. Nel N° 100 (Colline nere del Sud Dakota), fa una breve comparsa il Nonno del Numero Uno .
- Conte Oliver: millanta origini nobiliari inglesi e di certo è caduto in disgrazia. Ha una spiccata tendenza a rubare quello che gli capita a tiro ma comunque è fra gli agenti più efficienti del gruppo, dotato di intelligenza e capacità non comuni.
- Bob Rock: complessato in quanto piccolo di statura e dal naso spropositato, impulsivo, irascibile e sfortunato.
- Grunf: immigrato tedesco (vero nome Otto Grunt von Grunt) reduce delle due guerre mondiali è un vecchio nostalgico e un po' lento di comprendonio ma fedelissimo al Numero Uno e capace, con mezzi scarsissimi, di realizzare i macchinari più strampalati che incredibilmente funzionano, è solito vestirsi con una tuta tattica, occhiali da aviere e magliette con sopra scritti vari motti, prima di essere reclutato all'interno del gruppo TNT svolgeva la professione di garzone al mercato.
- Geremia Lettiga:Italo-americano agente ipocondriaco quasi sempre confinato nella sede e raramente coinvolto nelle missioni.
- Cirano: cane di razza bracco italiano.
- Clodoveo: pappagallo dotato di intelligenza umana nonché consigliere del Numero Uno, eredità del nonno del Numero Uno.
- Generale War
- ispettore Brok: ex-capo della polizia di New York, inetto e bonaccione. Oggi pizzaiolo.
- Tobia Quantrill: vecchio compagno d'avventure del Numero Uno.
- Mister Lamp: inventore pazzoide e geniale.
- Tim, Tom e Tumb: i tre fratelli gemelli di Bob Rock.
- Xeres: enorme serpente che vive con il Numero Uno.

### Avversari
I villain della serie sono spesso particolari e molto ben caratterizzati contribuendo al fascino del fumetto. Tra i nemici più ricorrenti abbiamo:
- Superciuk: nemico per eccellenza della serie è uno spazzino che si trasforma in un Robin Hood alla rovescia che ruba ai poveri per dare ai ricchi. Il suo "superpotere" è una fiatata alcolica capace di tramortire chiunque. Desidera un mondo pulito popolato da gente che non sporca[4][10]. Relativamente alla genesi del personaggio Bunker ricorda che sul finire degli anni Sessanta la mattina molto presto il portinaio del condominio di Milano dove viveva era sempre ubriaco e riusciva a puzzare di grappa ed essere alterato già di primo mattino. L’uomo venne quindi soprannominato "Semper ciuc", che in milanese significa "sempre ubriaco"[35].
- Gommaflex: ladro con la faccia di gomma che gli permette di assumere le sembianze di chiunque, sfruttando questa abilità esclusivamente per scopi criminali.
- Arsenico Lupon: è un personaggio bieco e ciarlatano che inganna le sue vittime coprendo con abiti eleganti i propri sotterfugi al motto di "assai galante e molto ladron". Il nome tradisce il riferimento letterario all'Arsenio Lupin di Maurice Leblanc. Come l'originale, è un esperto di travestimenti, ma, come chiarisce il suo nome, è anche un avvelenatore;.
- Tromb: sogna di distruggere la Terra che lo ha sempre disprezzato.
- Barone Wurdalak: versione caricaturale dell'omonimo vampiro comparso su Satanik.

## Disegnatori
La serie ha avuto tre disegnatori principali: Magnus, che ha disegnato ininterrottamente i primi 75 numeri, Paolo Piffarerio e Dario Perucca. A questi si sono alternati altri fumettisti, tra i quali:
- Warco (33 albi)
- Omar Pistolato (15 albi)
- Giuliano Piccininno (14 albi)
- Raffaele Della Monica (13 albi)
- Boscho, Marco Nizzoli (9 albi)
- Luka Bonardi (6 albi)
- Oskar (5 albi)
- Enrico Folli (4 albi)
- Paolo Chiarini, Giovanni Romanini, Staff di If, Gianni Tacconella (3 albi)

Alcuni di questi disegnatori hanno fornito un consistente contributo come inchiostratori dei disegni originali come, ad esempio, Giovanni Romanini e Paolo Chiarini che hanno collaborato più volte con Magnus.

## Altri media

### Televisione
Dal 1977 al 1981 vennero trasmessi all'interno del programma televisivo SuperGulp! trasmesso dal Secondo Canale della RAI sette cartoni animati incentrati sul personaggio. Non erano propriamente cartoni animati ma immagini statiche di fumetti riprese e trasmesse in successione, come se si stesse leggendo un fumetto, mantenendo le nuvolette con le frasi dei personaggi che venivano lette da doppiatori. Questa produzione è stata inclusa in parte nella collana in DVD di SuperGulp!.

### Mediometraggi
Alan Ford e il gruppo TNT contro Superciuk (1988): Max Bunker diresse il mediometraggio animato pubblicato in VHS. Nel 2013 è stato pubblicato in un disco unico insieme ai disegni animati trasmessi da SuperGulp! dalla 1000VolteMeglio Publishing.

### Teatro
Il fumetto è stato trasposto in teatro nelle repubbliche ex-jugoslave, dove il personaggio gode di una popolarità addirittura superiore che in Italia.
Nel 2013 lo Zagrebačko kazalište mladih, presentò lo spettacolo Alan Ford per la regia di Dario Harjaček

## Influenza culturale
- Alla fiera Lucca Comics & Games è stato presentato un fumetto per sensibilizzare contro l'uso di medicinali illegali e spiegare i rischi dei farmaci di dubbia provenienza. Intitolato Lana Tafi e chiaramente ispirato nelle fattezze della protagonista e nel formato ad Alan Ford[57].

## Controversie
- Nel n. 392 intitolato Dite la vostra (febbraio 2002), venne inserita la versione a fumetti di un noto personaggio della cronaca nera italiana: Erika De Nardo del "massacro di Novi Ligure" (colpevole di aver ucciso la madre e il fratellino) appare brevemente nelle vesti di una showgirl che canta una canzone dedicata alla mamma. E proprio sul ritornello della celebre Mamma, con un coltello in mano Erika canta: «Mamma, solo per te il mio coltello vola, mamma appena ti branco ti taglierò la gola». L'apparizione su Alan Ford di Erika fu causa di svariate proteste da parte di lettori indignati e la trovata comica venne accusata di cattivo gusto dalla stampa. Così Max Bunker (Luciano Secchi) rispose alle critiche: «Quella di Alan Ford è satira. Negli anni il fumetto ha affrontato, a modo suo, ogni aspetto della nostra società e della realtà, anche quelli che, purtroppo, la cronaca del nostro Paese ci offre quotidianamente».[58] In un breve fumetto autoconclusivo Max Bunker risponde ai suoi contestatori illustrando come lo sfruttamento commerciale dei fatti di cronaca nera sia oramai una prassi consueta: egli mette su carta la parodia della trasmissione RAI Porta a porta, nella quale un alter ego del conduttore, di fronte al dolore dei parenti delle vittime, insiste con la spettacolarizzazione dell'evento.